# Sambuceto (San Giovanni Teatino)
Sambuceto is een plaats (frazione) in de Italiaanse gemeente San Giovanni Teatino.